# Parafia św. Mikołaja w Sętalu
Parafia świętego Mikołaja w Sętalu – parafia rzymskokatolicka znajdująca się w archidiecezji warmińskiej, dekanat Dobre Miasto.